# Prague Photo

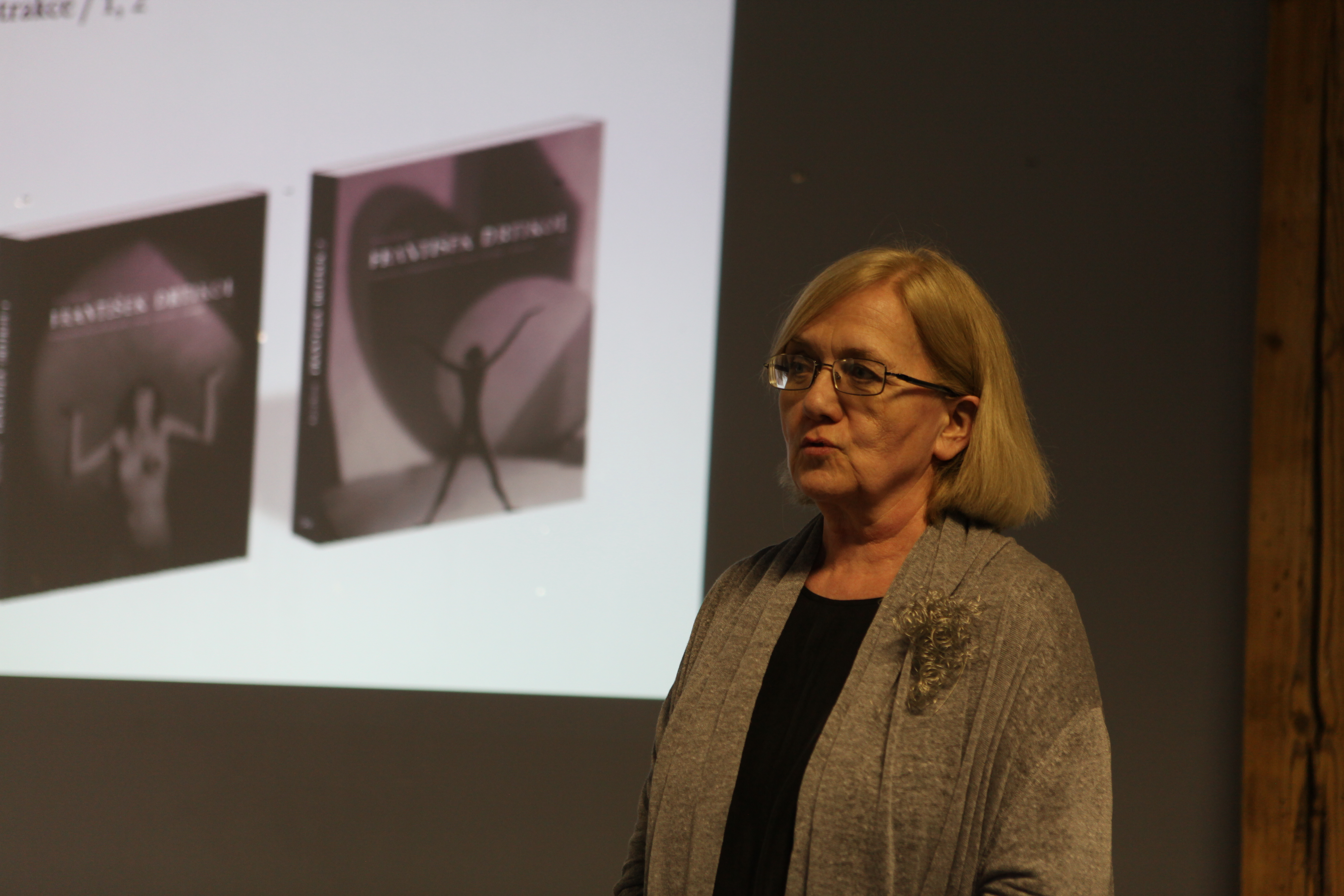
Iva Nesvadbová, ředitelka festivalu, 2013

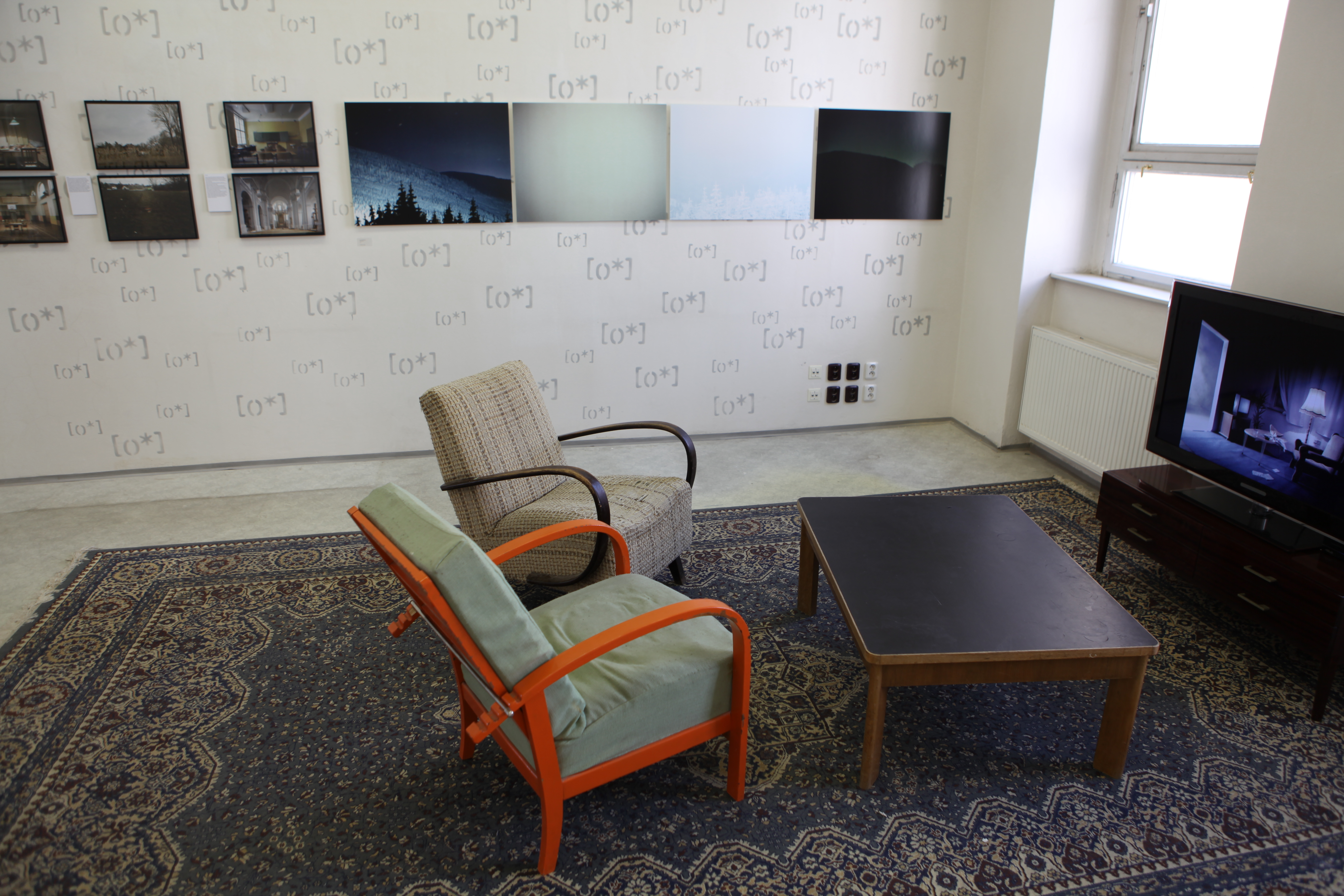
PP 2013, expozice UJEP

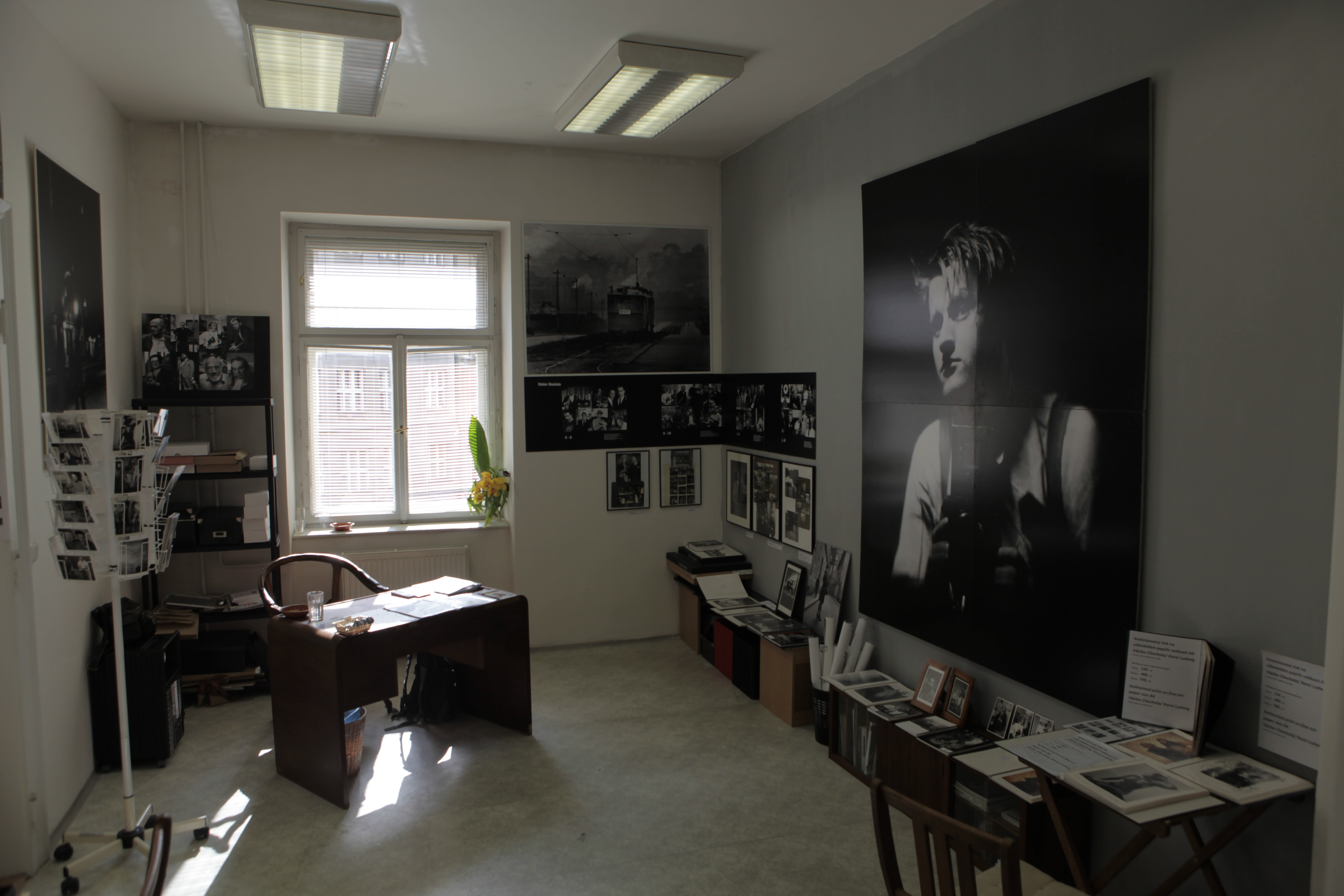
PP 2013, expozice Archivu B&M Chochola

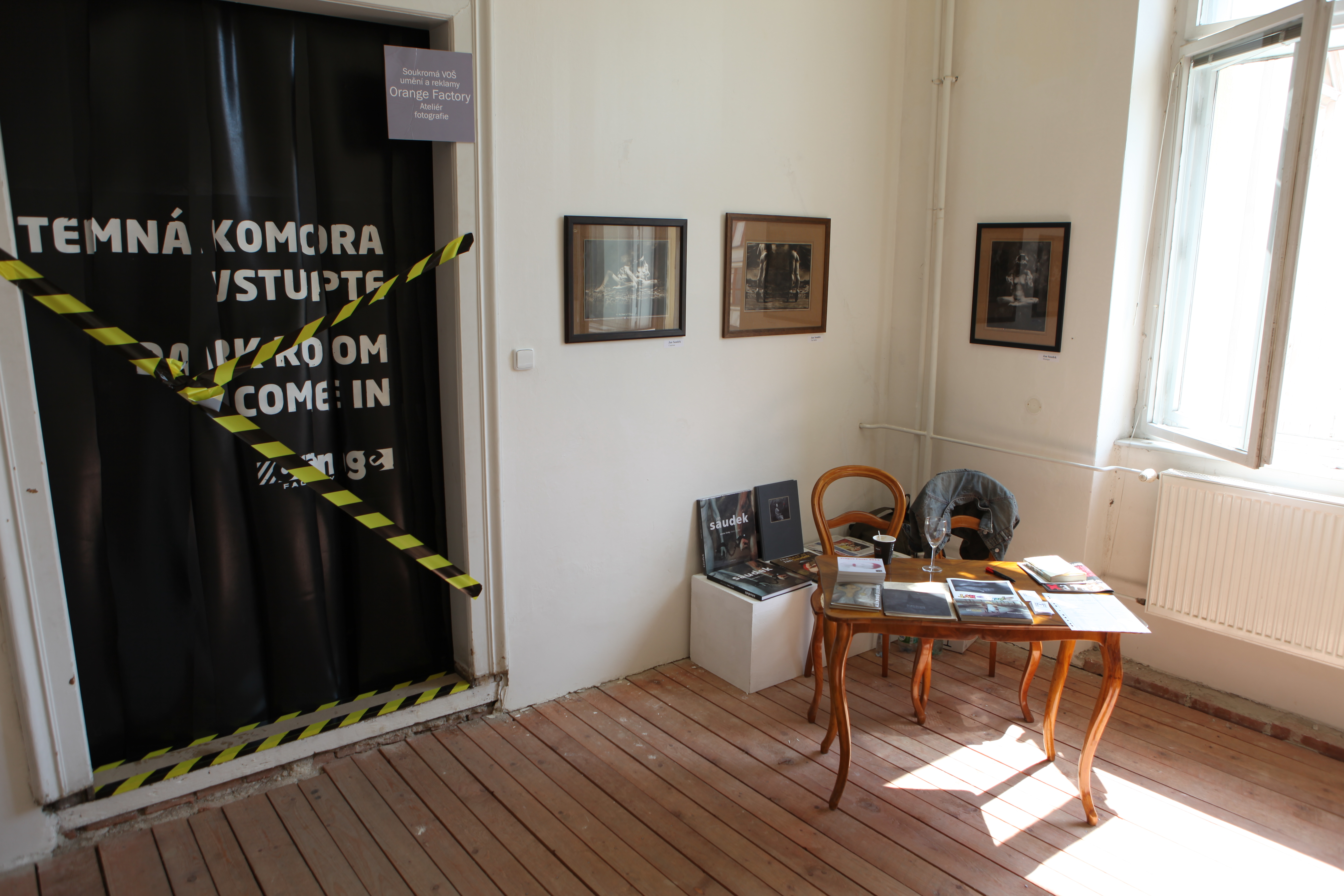
PP 2013, expozice Orange Factory a Jana Saudka

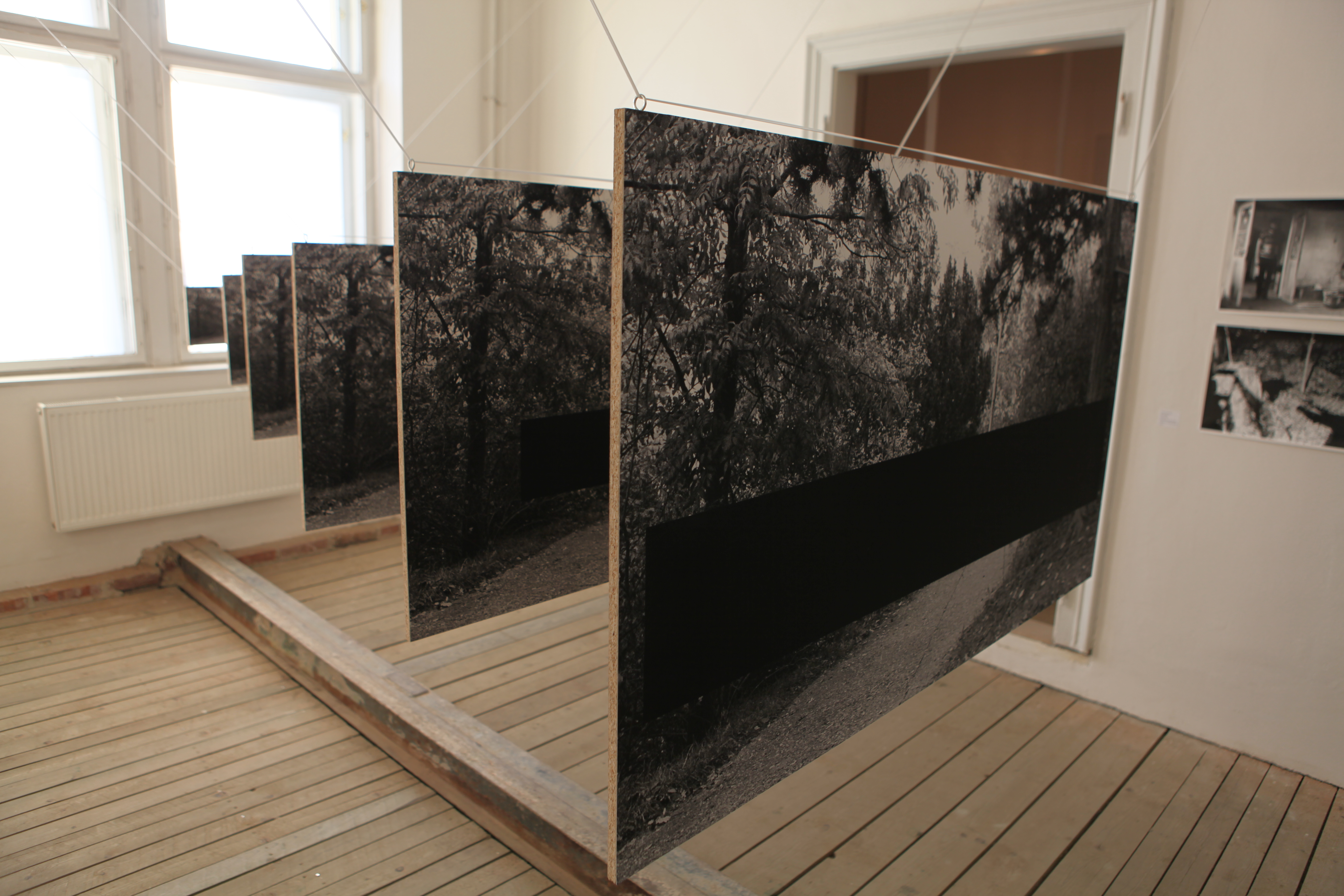
PP 2013, expozice FAMU

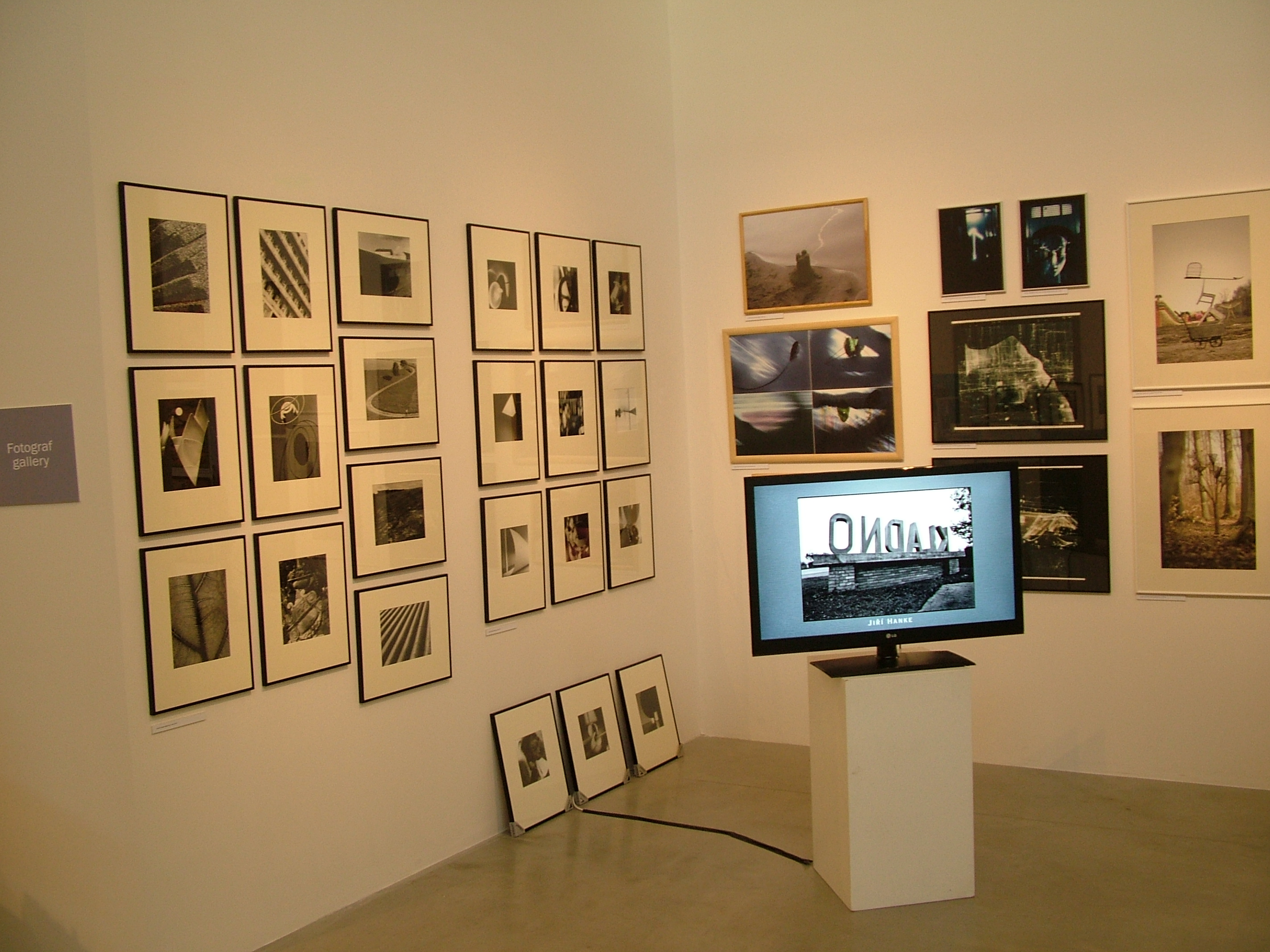
Prague Photo 2012, DOX

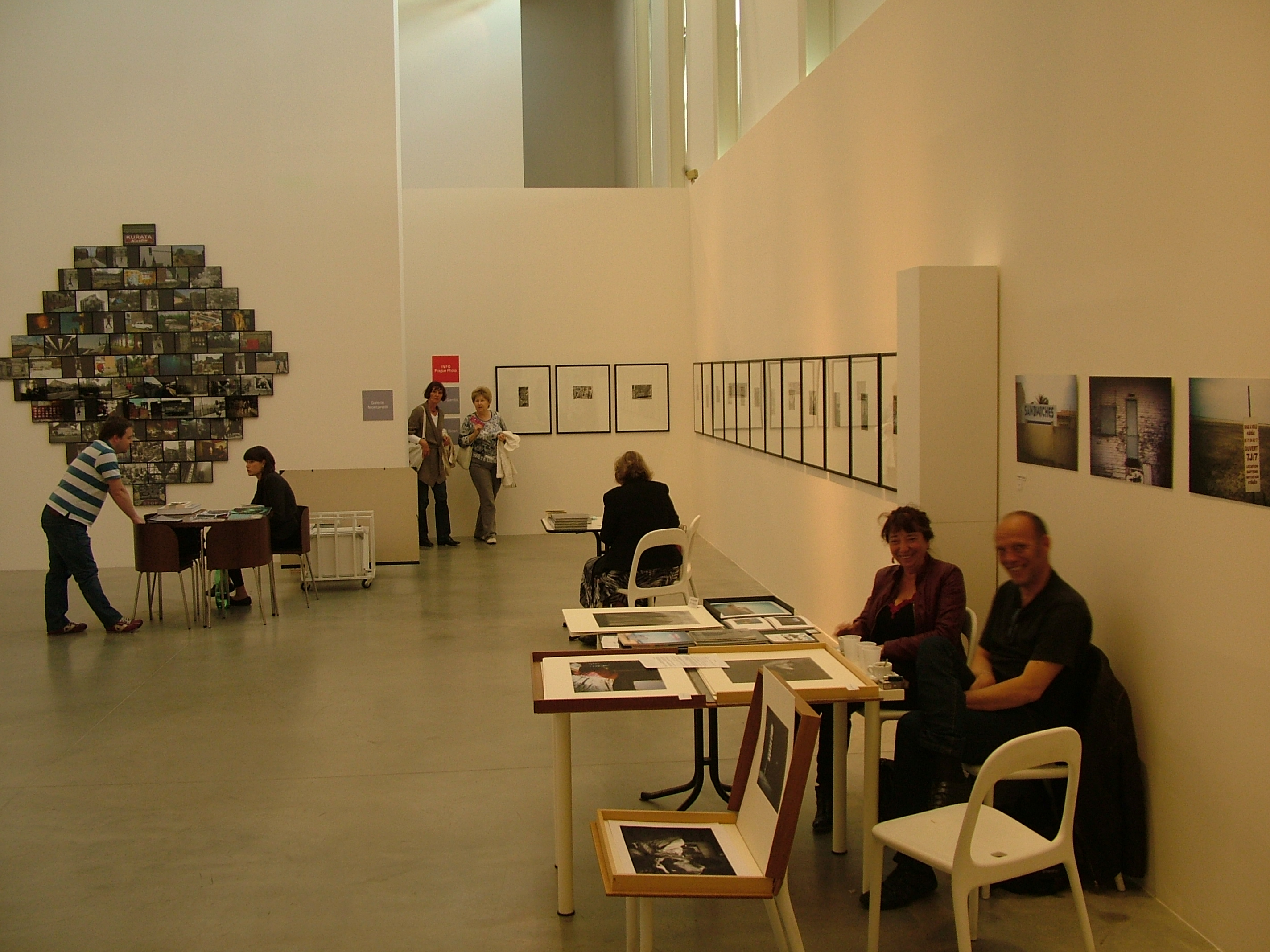
Prague Photo 2012, DOX

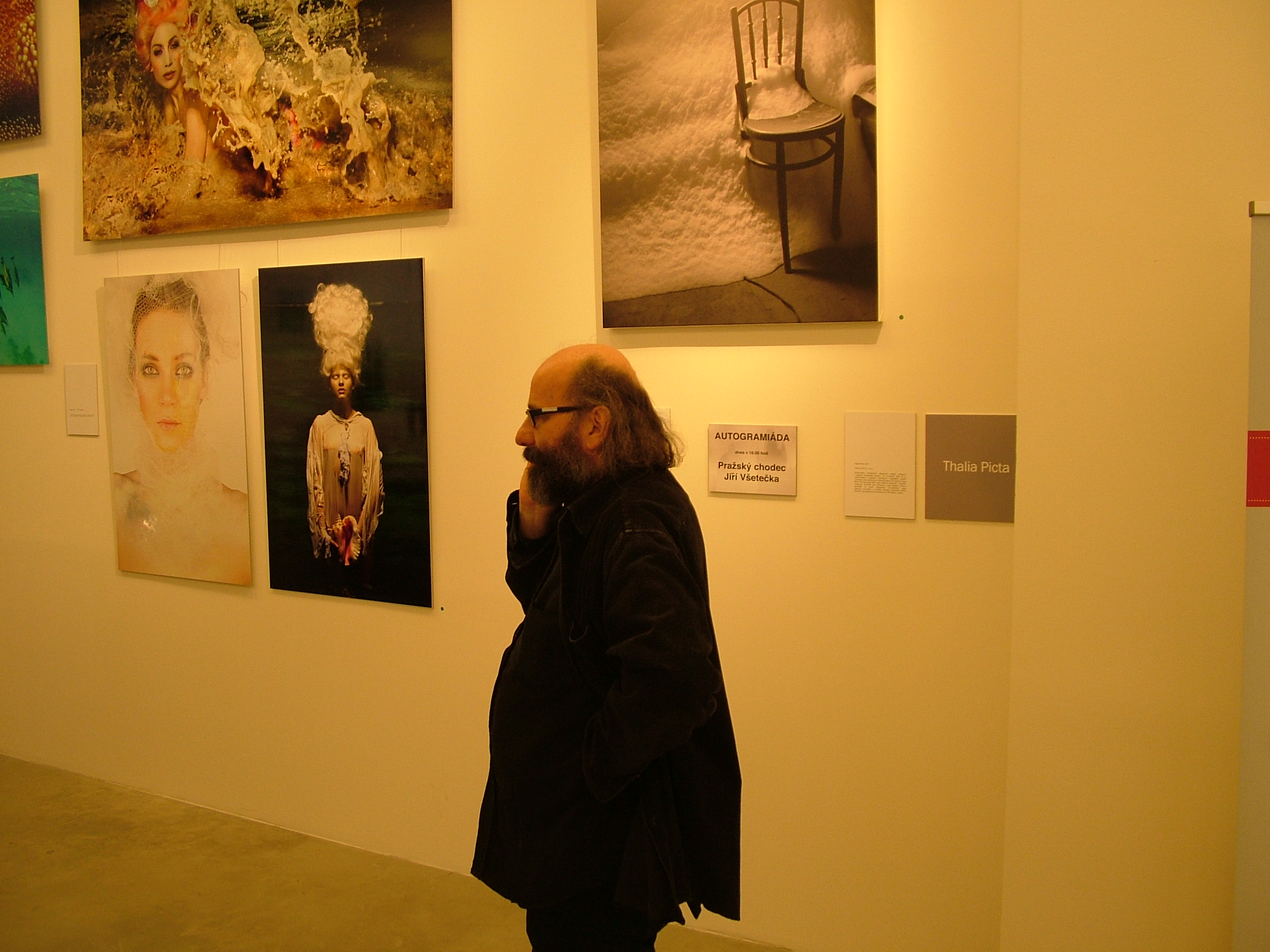
Prague Photo 2012, DOX

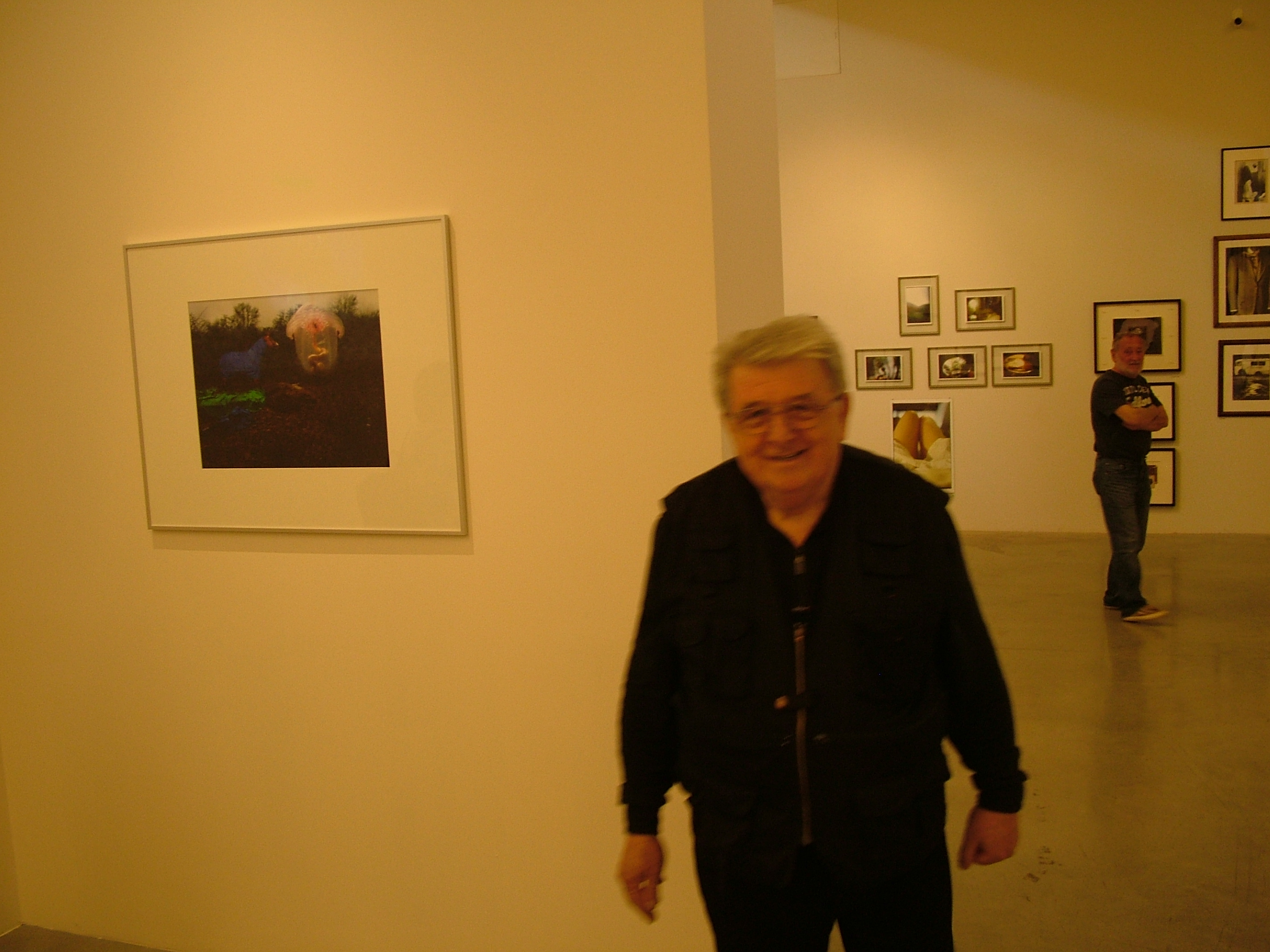
Prague Photo 2012, DOX

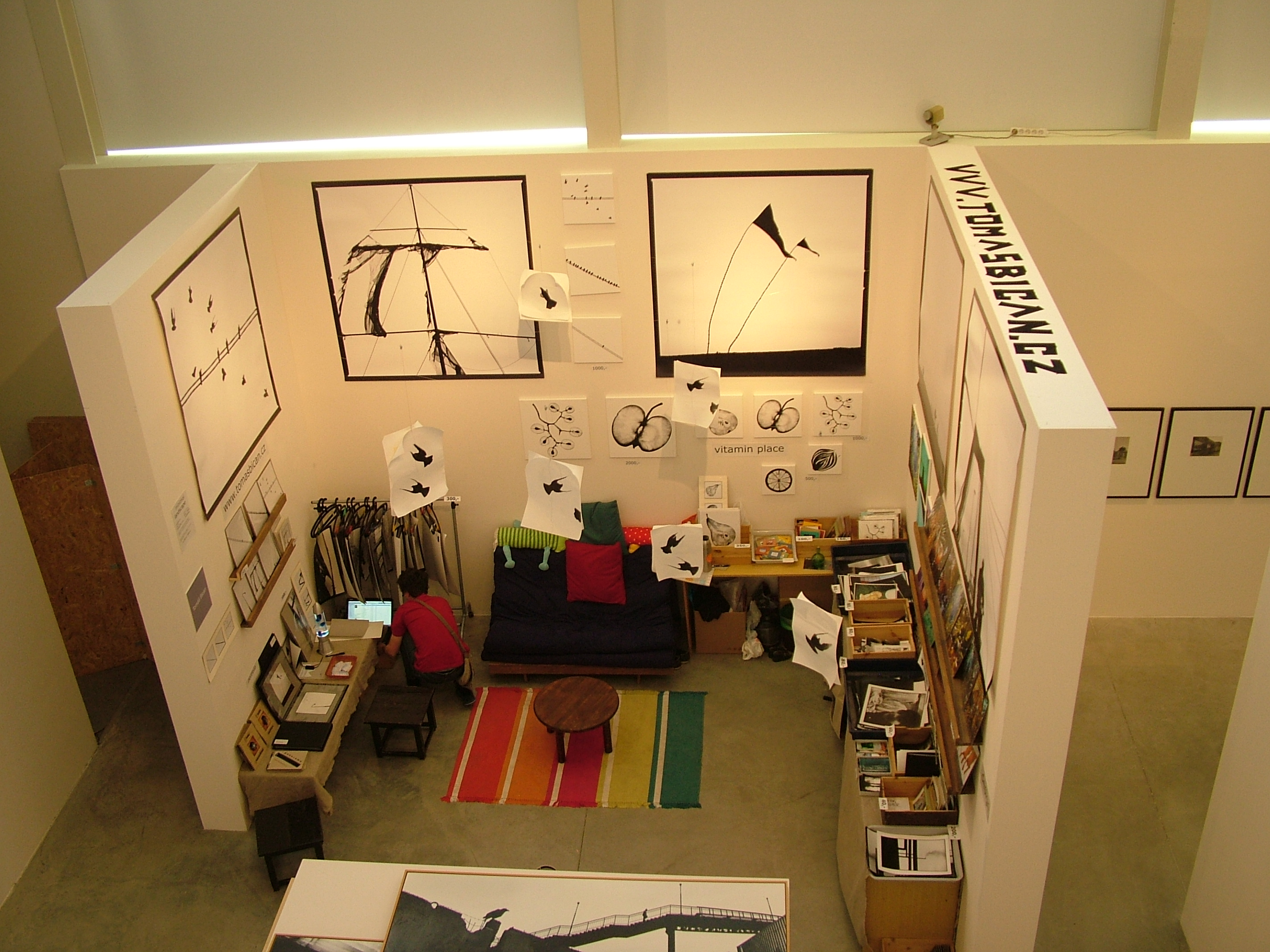
Prague Photo 2012, DOX

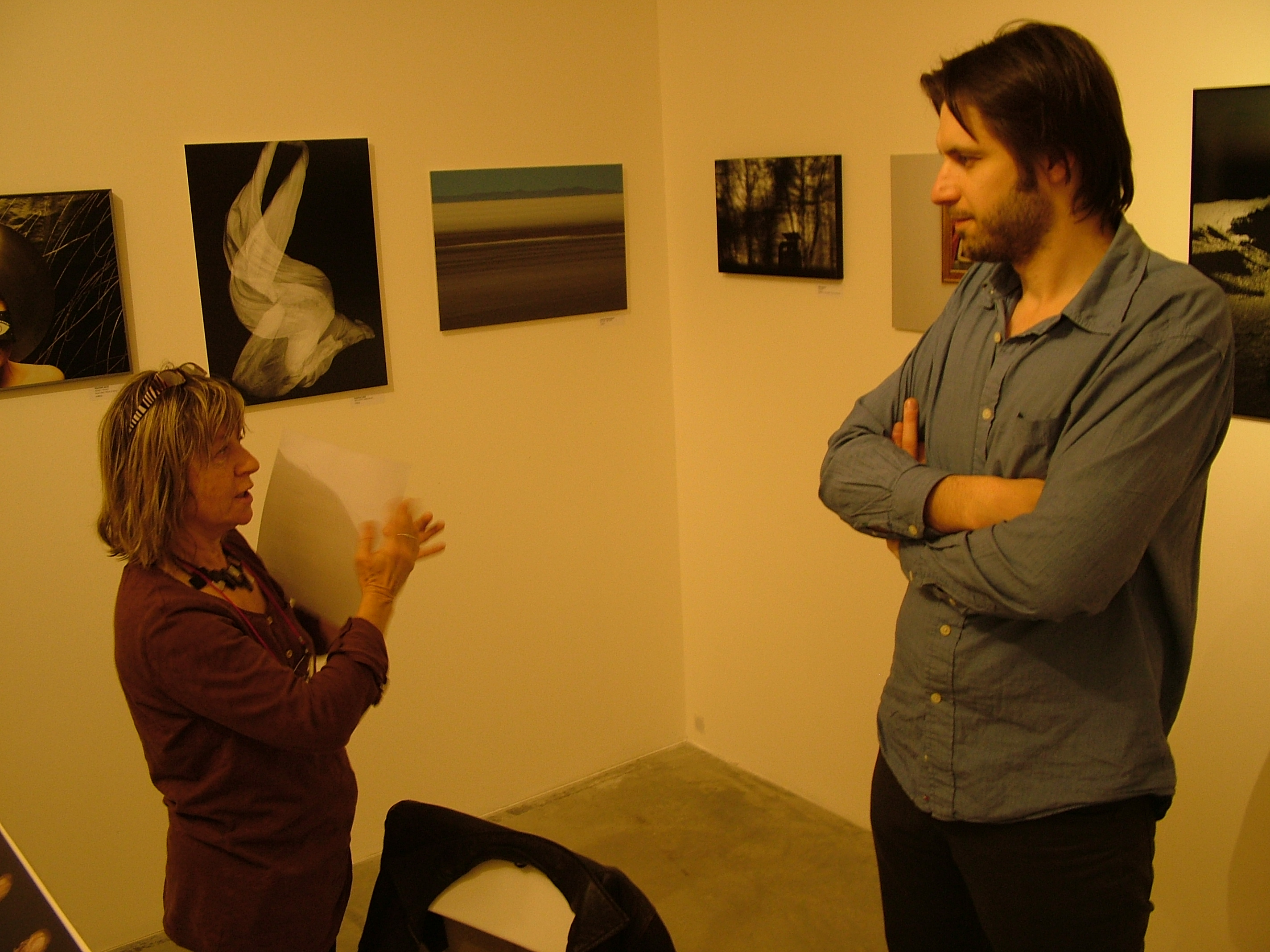
Prague Photo 2012, Blanka Chocholová a Pavel Matela

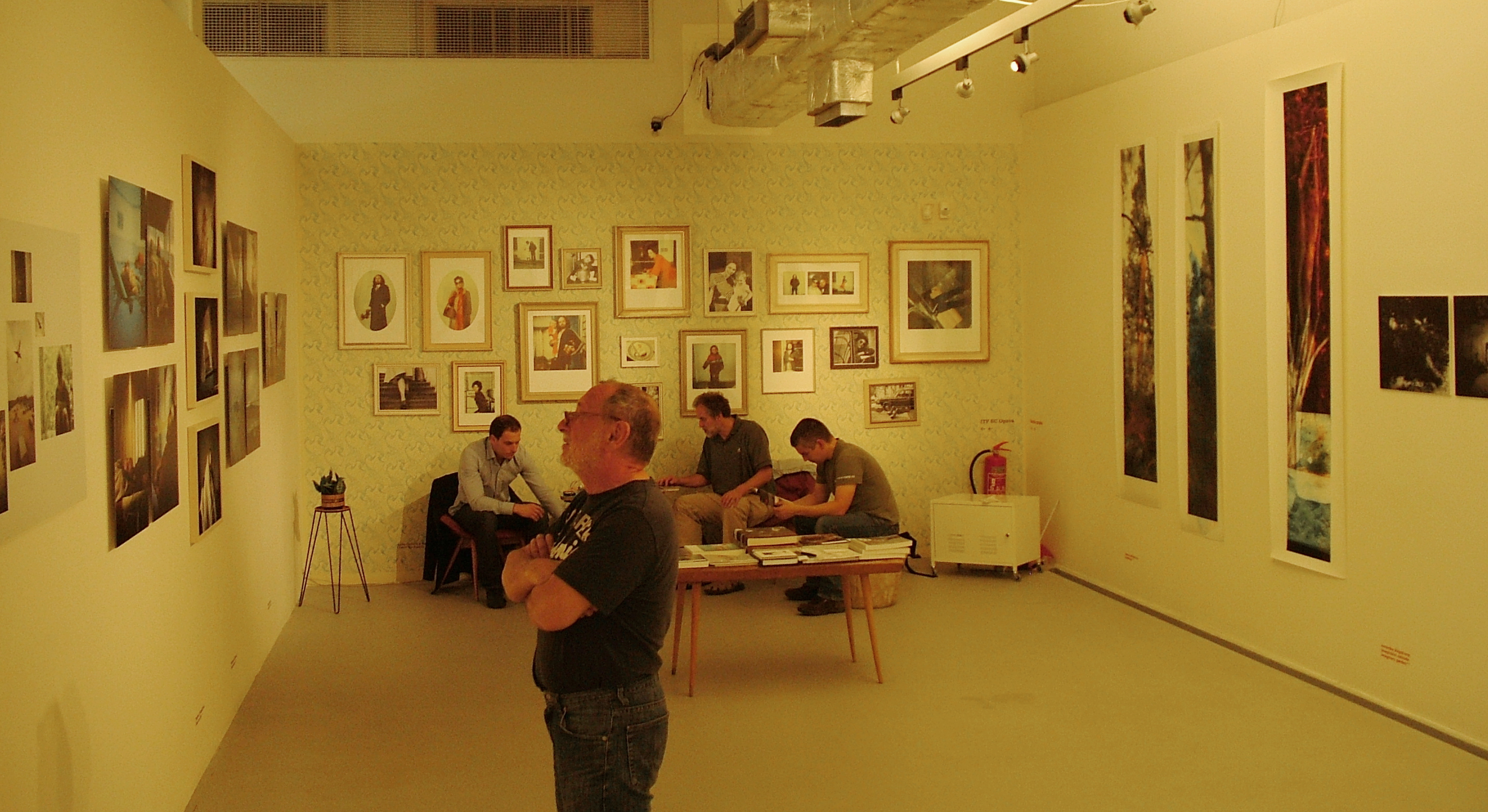
Prague Photo 2012, DOX

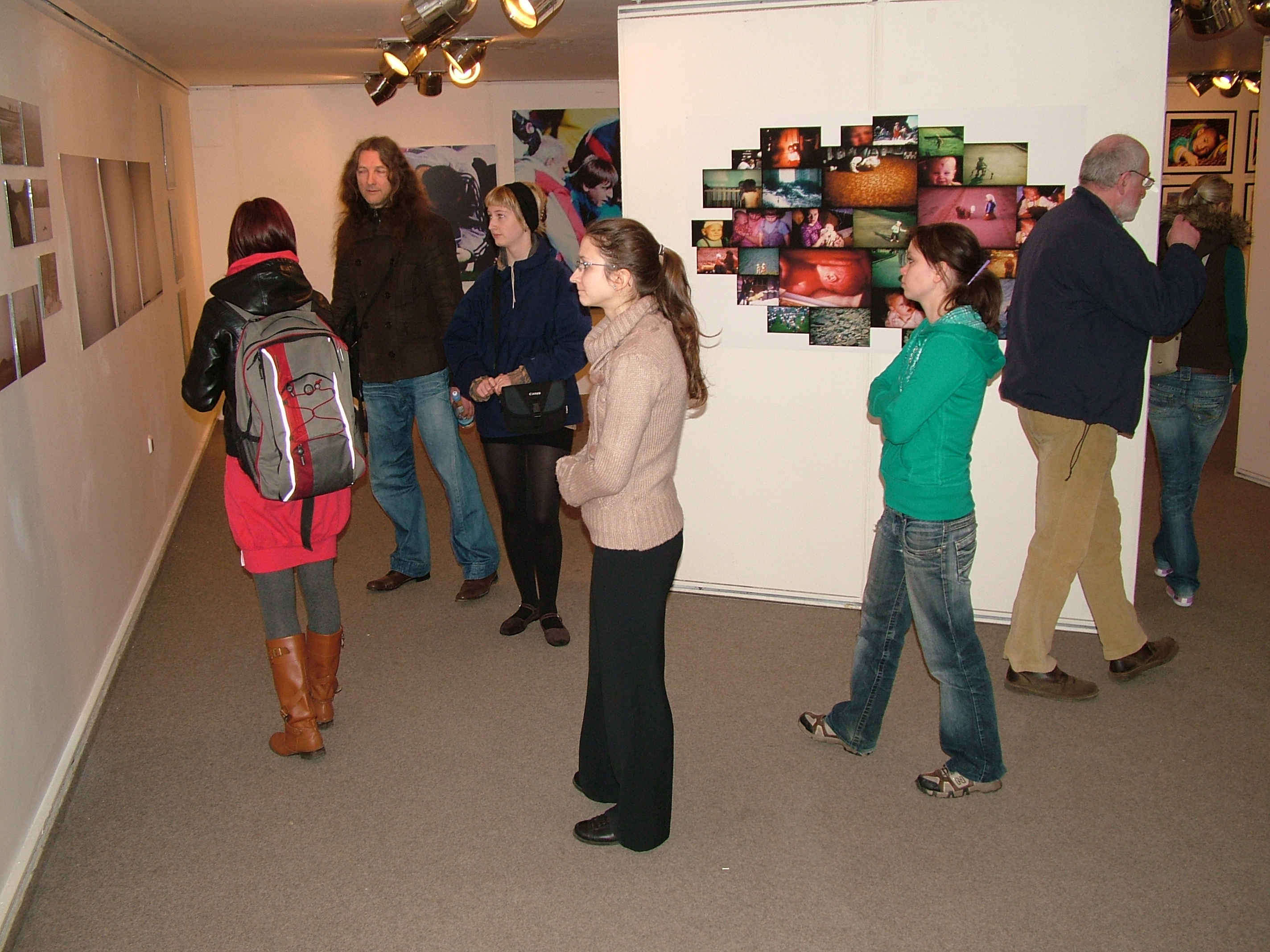
Návštěvníci na Prague Photo v roce 2010

Prague Photo (anglická výslovnost [praːg ˈfəutəu]) je festival fotografie, který se každoročně koná v Praze. První ročníky hostila výstavní síň Mánes, v roce 2012 se konala přehlídka v centru DOX. První ročník se uskutečnil v roce 2008. Expozice se dělila na několik částí s různými kurátory.

## Ročník 2008
Ocenění mladému umělci do 35 let obdržela Tereza Vlčková. Samostatné expozice měli autoři: Josef Hník, Alexandr Janovský, Roman Kelbich, Mária Kudasová, Vlastimil Kula, Antonín Malý, Jiří Stach a Petr Šálek.

## Ročník 2010

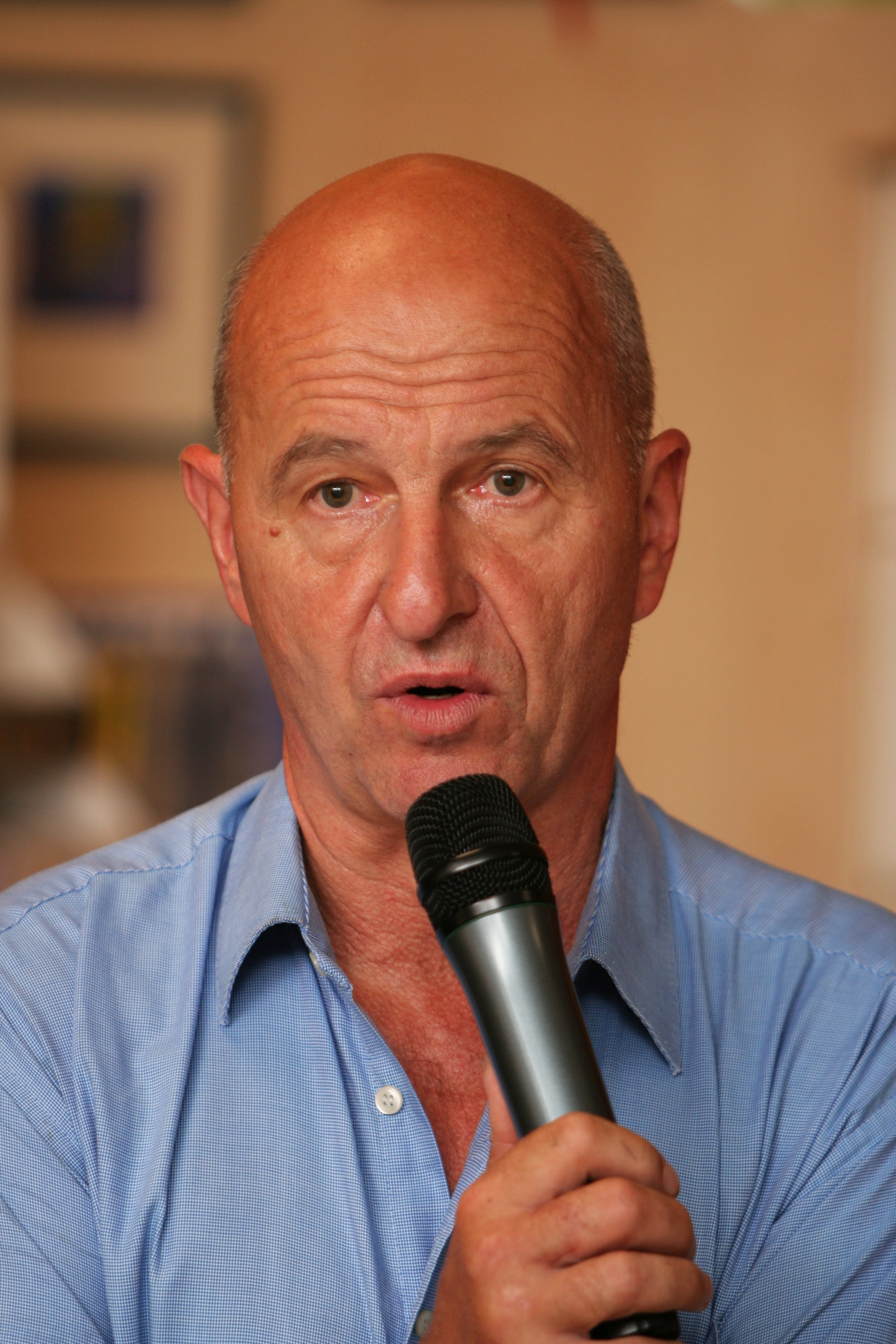
Ondřej Neff v roce 2007

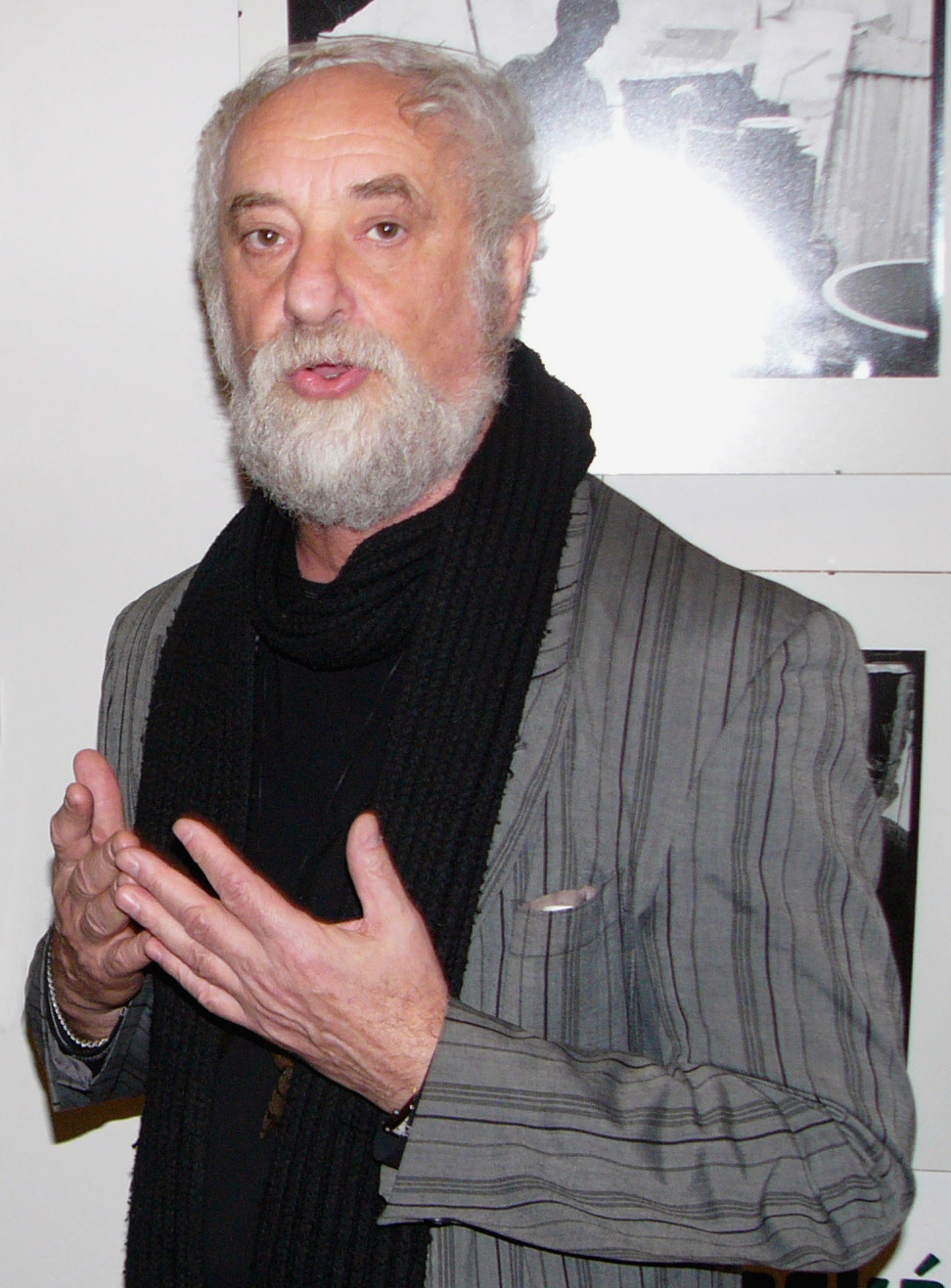
Jindřich Štreit v roce 2007

V tomto roce byla výstava Prague Photo součástí přehlídky fotografie PRAGUE PHOTO FESTIVAL, která probíhal na dvanácti místech v Praze po celý duben. Například v Centru současného umění DOX, v Galerii Rudolfinum, v Uměleckoprůmyslovém muzeu, v Galerii Zlatá husa, v Topičově salonu nebo na Staroměstské radnici. Součástí ročníku je část soukromé sbírky společnosti PPF Art a.s., fotografie Jana Lauschmanna. Představuje originální díla tvůrců české fotografie Josefa Sudka, Jaromíra Funkeho, Jaroslava Rösslera, Karla Ludwiga i práce současných autorů od Jana Saudka přes Tona Stana či Magdalenu Bláhovou až po Karla Cudlína a další. Cenu mladému umělci do 35 let s názvem UniCredit Bank Young Photo Award získala Michaela Čejková za soubor fotografií „Magrittovi“.
| „                  | Mám ráda všechno, kde se objevují lidi, nejvíc tedy portréty. Nějakým způsobem jakoby měním realitu, která mne tak úplně nebaví, a vytvářím si svůj vlastní svět. Nedělám vlastně to, co vnímám běžně, ale to, co bych chtěla, aby to tak bylo. | “ |
| — Michaela Čejková | |   |

Galerie, agentury a skupiny
Archiv B&M Chochola představil dílo Václava Chocholy. Dále se představila skupina čtyř fotografů – Karel Ludwig, Přemysl Koblic, Zdeněk Tmej, Karel Hájek, svůj prostor měla i Galerie Fotografie. Galerie Gambra (Jan Švankmajer, Emila Medková, Alois Nožička, Stanislav Tůma).
Galerie Lenka T. (Jindra Viková)
Galerie Millennium (Josef Sudek, Jindřich Štreit, Jan Svoboda.
Galerie Montanelli (Magdaléna Bláhová).
Galerie Nostress (Bertrand Jacquelinet, Jiří Macht, Libor Štěrba, Marie Borenstein, Marielis Seyler, Nadia Rovderová, Pavel Mára, Stanislav Tůma, Suzanne Pastorová).
PPF Art a.s. (Alexandr Hackenschmied).
artMagazin (Petr Šálek).
Asociace profesionálních fotografů České republiky (Karel Beneš, Mária Benešová, Stanislav Pokorný, Daniel Kaifer, Marian Beneš, Jiří Tiller).
The Chemistry Gallery (Adam Bartas, Stanislav Merhout, Zuzana Vejšická).
Galerie 5. patro (Pavel Baňka, Tomáš Hrůza, Tereza Kabůrková, Markéta Kinterová, Silvie Milková).
České Centrum Fotografie představilo výběr fotografií Josefa Sudka.
Gambit (Barbora a Radim Žůrkovi, Gabina, Tono Stano, Danielle Steylaerts, Věra Stuchelová).
IndigoSpace (Cristian del Risco, Dušan Šimánek, Jiří Stach). Lukáš Dvořák, Leica Gallery Prague.
Fotografové
Jednotlivě byli zastoupeni fotografové – Jiří Hanke, Jiřina Hankeová, Blanka Lamrová, Ivana Matějková Havlíková, František Mazáč, Jan Mazáč, Jiří Hroník nebo Jiří Růžek.
Školy
J. Be Ci – Andrea Juneková, Bero (Peter Berko), Cipe (Peter Cibák).
Ateliér fotografie – Univerzita J. E. Purkyně v Ústí nad Labem – Václav Kopecký, Veronika Daňhelová a Vojtěch Marek, Josef Rabara, Jana Butzke a Lubomír Lukčo.
FAMU – Matěj Adámek, Michal Adamovský, Ladislav Babuščák, Michaela Čejková, Michal Czanderle, Dora Dernerová,
Alžběta Diringerová, Silvie Kořenková, Adéla Leinweberová, Marcel Stecker, Jan Šimánek a Kateřina Zahradníčková.
Ateliér pod pumpou – zastupovali Ondřej Neff a Ljuba Krbová.
MICHAEL – Střední škola reklamní tvorby – Jakub Amler, Jan Uzel a Nikol Štrosová
Univerzita Tomáše Bati ve Zlíně, Ateliér reklamní fotografie prezentovali Katarína Gécová, Jakub Jurdič, Robin Závodný, Jakub Skokan, Juraj Chudý a Martin Tůma.
Ústav umění a designu Západočeské univerzity v Plzni zastupovala svými výtvarnými díly Věra Stuchelová.

## Ročník 2011
Ročník 2011 se konal od 4. do 10. dubna 2011. Cenu pro mladého fotografa získal Jan Přibylský za fotografie květinových zátiší.

## Ročník 2012
Trval od 23. dubna do neděle 29. dubna a vystavena byla díla dvou set autorů. Ocenění pro mladého fotografa do 35 let získal Jan Langer z ITF za cyklus „Století Češi“. Výstavy v dalších dvanácti galeriích po Praze byly návštěvníkům otevřeny po celý květen, v institucích jako jsou například Uměleckoprůmyslové muzeum, Galerie Rudolfinum, Galerie Josefa Sudka nebo Galerie Fotografic. Tehdejším ředitelem byl Milan Jaroš.
V tomto roce se zúčastnili:

### Galerie – Agentury – Skupiny
Archiv B&M Chochola
Václav Chochola, Zdeněk Tmej
Artinbox Gallery
František Drtikol, Eva Fuka, Nadia Rovderová
Asociace profesionálních fotografů České republiky
Ivana Matějková Havlíková, Stanislav Pokorný, prof. Miroslav Vojtěchovský QEP a MgA., Marian Beneš QEP, Daniel Kaifer
České Centrum Fotografie
Josef Sudek, Drahotín Šulla, Ladislav Postupa
Cargo Gallery
Miloš Burkhardt (Burki), Václav Adam, Květoslav Vršovský
FotoForum Praha, o.s.
Jaroslav Rössler, Vladimír Kozlík, Miroslav Machotka, Jiří Hanke, Petr Zhoř
Fotograf gallery
Jan Mahr
Galerie Gambit
Štěpánka Stein & Salim Issa, Karel Cudlín, Antonín Kratochvíl, Barbora a Radim Žůrkovi, Milan Jaroš, Gabina, Jiří Stach
Le Lac Gelé
Jacques Lafont, Julie Canarelli, Jean-André Bertozzi, Claude Fauville, Alejandro de los Santos
Galerie Millennium
Jaroslav Rössler
Galerie Montanelli
Stoll & Wachall, Magdaléna Bláhová
Personne
Jaroslav Skopec
PPF Art a.s.
Miroslav Hák
Thalia Picta s.r.o.
Alexander Paul, Oldřich Škácha, Roman Sluka
The Chemistry Gallery
Tereza Zelenková, Marcela Mikulková, Tomáš Bican

### Školy
FAMU
Adéla Leinweberová, Fraňo Procházka, Hanhan Yuan, Nikola Ivanov, Nina Bak, Tadej Vindiš, Tereza Příhodová
Institut tvůrčí fotografie, FPF Slezské univerzity v Opavě
Anna Grzelewska, Anna Gutová, Gabriel Fragner, Daniel Poláček, Kristýna Erbenová, Lenka Bláhová
Univerzita J. E. Purkyně v Ústí nad Labem, Fakulta umění a designu
Adam Křena a Štěpánka Sigmundová, Jakub Cabalka a Jakub Červenka, Jan Slavík, Marek Štim
Soukromá vyšší odborná škola umění a reklamy ORANGE FACTORY
Michaela Egli, Alena Michálková, Karolína Ryvolová, Jana Bauerová
Ústav umění a designu Západočeské univerzity v Plzni
Věra Stuchelová, Vojtěch Aubrecht, Václav Marian, Tatsiana Spasskova, Barbora Brišová
Studio PVM – Pavel Matela
Vlastimil Jaroš, Ivo Hausner, Eva Nečasová
Vyšší odborná škola grafická a střední průmyslová škola grafická
Iveta Schovancová, Kryštof Hlůže, Romana Drdová, Veronika Nastoupilová, Zuzana Tomková
MICHAEL – VOŠ a SŠ umělecké a reklamní tvorby
Tomáš Teplý, Jakub Amler, Nikol Štrosová, Barbora Blažková

## Ročník 2013
VI. ročník festivalu se konal v termínu 22.–28. dubna 2013, v Kafkově domu na Náměstí Franze Kafky v Praze.

## Ročník 2018
V pořadí XI. ročník přehlídky se konal v prostorách Clam-Gallasova paláce; důvodem byla rekonstrukce Kafkova domu. Rozlehlé barokní sály jsou vhodnější pro prezentaci mnohých velkoformátových děl.